# Petersens formel

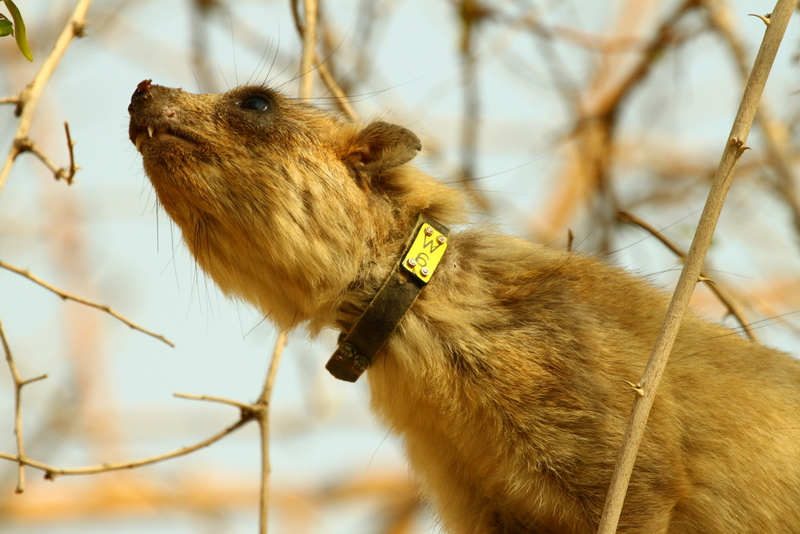
Klipphyrax som märkts med krage.

Petersens formel används för att uppskatta en populations storlek genom att vid två tillfällen fånga individer från en population och räkna antalet som fångas vid båda tillfällena. De individer som blir fångade båda gångerna benämns återfångade.
{\displaystyle N={\frac {n_{1}n_{2}}{x}}}
Här är {\displaystyle N} är den uppskattade populationsstorleken, {\displaystyle n_{1}} och {\displaystyle n_{2}} är antalet fångade individer vid tillfälle 1 respektive 2 och {\displaystyle x} är antalet återfångade.